# Академічне веслування на літніх Олімпійських іграх 2012 — парні двійки (чоловіки)
Змагання з академічного веслування серед парних двійок у чоловіків на Олімпійських іграх 2012 проходили з 28 липня до 2 серпня.
У змаганнях брали участь 13 екіпажів з різних країн.

## Медалісти
| Золото                                         | Срібло                                       | Бронза                             |
| Нова Зеландія (NZL) Натан Коен Джозеф Салліван | Італія (ITA) Романо Баттісті Алессіо Сарторі | Словенія (SLO) Ізток Чоп Лука Шпік |

## Розклад змагань
Усі запливи розпочинались за британським літнім часом
| Дата                     | Час   | Раунд             |
| ------------------------ | ----- | ----------------- |
| Субота, 28 липня, 2012   | 10:30 | Відбірковий раунд |
| Неділя, 29 липня, 2012   | 09:30 | Втішні заїзди     |
| Вівторок, 31 липня, 2012 | 11:00 | Півфінали         |
| Четвер, 2 серпня, 2012   | 09:50 | Фінали            |

## Змагання

### Відбірковий раунд
Перші три екіпажі з кожного заїзду безпосередньо проходять до півфіналу змагань. Всі інші спортсмени потрапляють у втішні заїзди.
| Місце | Спортсмен                        | Країна    | Час     | Примітки      |
| ----- | -------------------------------- | --------- | ------- | ------------- |
| 1     | Ерік Кніттель Штефан Крюгер      | Німеччина | 6:17.74 | Півфінал      |
| =2    | Роландас Мащінскас Саулюс Ріттер | Литва     | 6:17.78 | Півфінал      |
| =2    | Ізток Чоп Лука Шпік              | Словенія  | 6:17.78 | Півфінал      |
| 4     | Девід Крошей Скотт Бреннан       | Австралія | 6:21.25 | Втішний заїзд |
| 5     | Майкл Брейтвейт Кевін Ковалик    | Канада    | 6:34.11 | Втішний заїзд |

| Місце | Спортсмен                       | Країна   | Час     | Примітки      |
| ----- | ------------------------------- | -------- | ------- | ------------- |
| 1     | Нільс Якоб Гофф К'єтіль Борх    | Норвегія | 6:16.31 | Півфінал      |
| 2     | Романо Баттісті Алессіо Сарторі | Італія   | 6:18.50 | Півфінал      |
| 3     | Жульєн Баен Седрік Беррест      | Франція  | 6:19.61 | Півфінал      |
| 4     | Дмитро Міхай Артем Морозов      | Україна  | 6:49.70 | Втішний заїзд |

| Місце | Спортсмен                    | Країна          | Час     | Примітки      |
| ----- | ---------------------------- | --------------- | ------- | ------------- |
| 1     | Натан Коен Джозеф Салліван   | Нова Зеландія   | 6:11.30 | Півфінал (OR) |
| 2     | Білл Лукас Сем Таунсенд      | Велика Британія | 6:11.94 | Півфінал      |
| 3     | Аріель Суарес Крістіан Россо | Аргентина       | 6:13.68 | Півфінал      |
| 4     | Юрі-Мікк Удам Гір Сурсілд    | Естонія         | 6:33.88 | Втішний заїзд |

### Втішний заїзд
У півфінал проходить три екіпажі.
| Місце | Спортсмен                     | Країна    | Час     | Примітки |
| ----- | ----------------------------- | --------- | ------- | -------- |
| 1     | Девід Крошей Скотт Бреннан    | Австралія | 6.25.36 | Півфінал |
| 2     | Дмитро Міхай Артем Морозов    | Україна   | 6:30.19 | Півфінал |
| 3     | Майкл Брейтвейт Кевін Ковалик | Канада    | 6:30.74 | Півфінал |
| 4     | Юрі-Мікк Удам Гір Сурсілд     | Естонія   | 6:38.50 |          |

### Півфінали

#### Півфінал 1
Перші три спортсмени з кожного заїзду проходять у фінал A, інші потрапляють у фінал B.
| Місце | Спортсмен                       | Країна        | Час     | Примітки |
| ----- | ------------------------------- | ------------- | ------- | -------- |
| 1     | Аріель Суарес Крістіан Россо    | Аргентина     | 6:19.40 | Фінал A  |
| 2     | Натан Коен Джозеф Салліван      | Нова Зеландія | 6:19.79 | Фінал A  |
| 3     | Романо Баттісті Алессіо Сарторі | Італія        | 6:20.68 | Фінал A  |
| 4     | Ерік Кніттель Штефан Крюгер     | Німеччина     | 6:22.54 | Фінал B  |
| 5     | Девід Крошей Скотт Бреннан      | Австралія     | 6:23.47 | Фінал B  |
| 6     | Дмитро Міхай Артем Морозов      | Україна       | 6:36.52 | Фінал B  |

#### Півфінал 2
| Місце | Спортсмен                        | Країна          | Час     | Примітки |
| ----- | -------------------------------- | --------------- | ------- | -------- |
| 1     | Ізток Чоп Лука Шпік              | Словенія        | 6:19.97 | Фінал A  |
| 2     | Роландас Мащінскас Саулюс Ріттер | Литва           | 6:21.62 | Фінал A  |
| 3     | Білл Лукас Сем Таунсенд          | Велика Британія | 6:22.47 | Фінал A  |
| 4     | Нільс Якоб Гофф К'єтіль Борх     | Норвегія        | 6:22.88 | Фінал B  |
| 5     | Жульєн Баен Седрік Беррест       | Франція         | 6:29.61 | Фінал B  |
| 6     | Майкл Брейтвейт Кевін Ковалик    | Канада          | 6:38.94 | Фінал B  |

### Фінали

#### Фінал B
| Місце | Спортсмен                     | Країна    | Час     | Примітки |
| ----- | ----------------------------- | --------- | ------- | -------- |
| 1     | Нільс Якоб Гофф К'єтіль Борх  | Норвегія  | 6:20.82 |          |
| 2     | Девід Крошей Скотт Бреннан    | Австралія | 6:22.19 |          |
| 3     | Ерік Кніттель Штефан Крюгер   | Німеччина | 6:23.36 |          |
| 4     | Жульєн Баен Седрік Беррест    | Франція   | 6:26.44 |          |
| 5     | Дмитро Міхай Артем Морозов    | Україна   | 6:31.51 |          |
| 6     | Майкл Брейтвейт Кевін Ковалик | Канада    | 6:32.61 |          |

#### Фінал A
| Місце | Спортсмен                        | Країна          | Час     | Примітки |
| ----- | -------------------------------- | --------------- | ------- | -------- |
| 1     | Натан Коен Джозеф Салліван       | Нова Зеландія   | 6:31.67 |          |
| 2     | Романо Баттісті Алессіо Сарторі  | Італія          | 6:32.80 |          |
| 3     | Ізток Чоп Лука Шпік              | Словенія        | 6:34.35 |          |
| 4     | Аріель Суарес Крістіан Россо     | Аргентина       | 6:36.36 |          |
| 5     | Білл Лукас Сем Таунсенд          | Велика Британія | 6:40.54 |          |
| 6     | Роландас Мащінскас Саулюс Ріттер | Литва           | 6:42.69 |          |